# Parafia św. Maksymiliana Kolbego w Gąsocinie
Parafia pw. Świętego Maksymiliana Kolbego w Gąsocinie – parafia rzymskokatolicka należąca do dekanatu ciechanowskiego wschodniego, diecezji płockiej, metropolii warszawskiej.

## Historia
Parafia została erygowana 19 grudnia 1971 roku przez bp Bogdana Sikorskiego. 

## Duszpasterze

### Proboszczowie
- ks. prałat Władysław Stradza (1971–1977)[3]
- ks. Kazimierz Szałwiński (1977–1990)[3]
- ks. kanonik Jan Kosin (1990–2001)[3]
- ks. Józef Hilary Deptuła (2001–2013)[3]
- ks. Ireneusz Cielicki (2013– )[3]

## Galeria

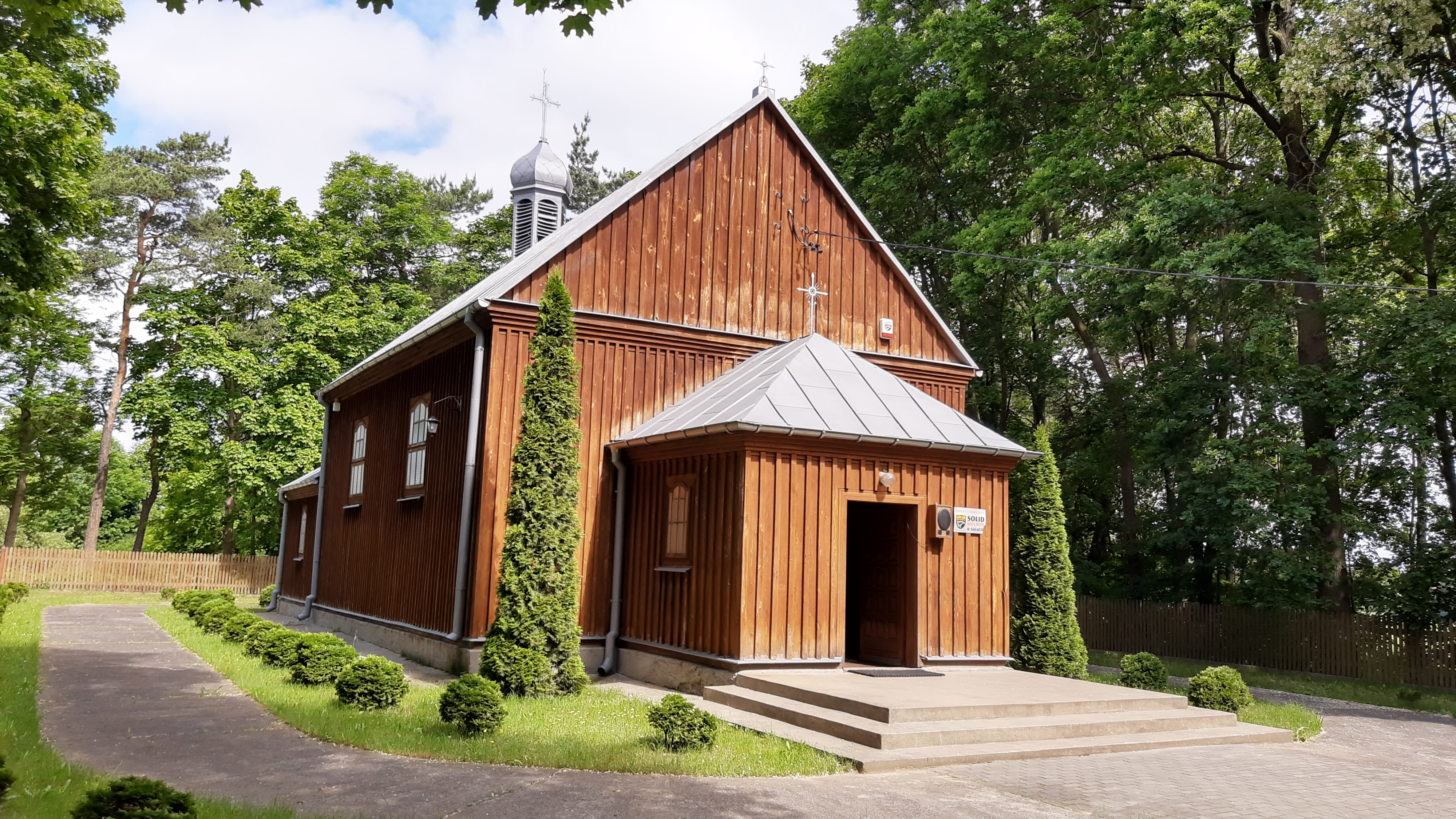
Kościół filialny św. Józefa w Ślubowie